# Beyond All Reason
Beyond All Reason (zkráceně BAR) je sci-fi komunitní free-to-play open-source real-time strategie (RTS) vyvíjená od roku 2019. Herními mechanikami navazuje na původní hry Total Annihilation z roku 1997, Supreme Commander a následné mody.

## Herní obsah

### Režimy a mapy
Hra podporuje skirmish PvP, coop a PvE zápasy. Nejoblíbenější režim PvP 8v8 na mapách All That Glitters a Supreme Isthmus. Hra obsahuje zhruba 200 různě velkých map.
Hra podporuje nadprůměrně velké množství jednotek, bitvy jsou na poměry RTS epické. Konkrétně ve výchozím nastavení Beyond All Reason umožňuje každému hráči ovládat 2000 jednotek, v nejběžnějším režimu 8v8 se tedy jedná o celkem 32 000 jednotek na mapu.

### Frakce a mechaniky
Ve hře jsou dvě frakce (Cortex a Armada) a třetí ve vývoji (Legion). Každá frakce přistupuje k boji poněkud odlišně, nicméně všechny pokrývají všechny formy válčení (pozemní roboti a vozidla, obojživelné stroje, lodě a letectvo).
BAR obsahuje některé specifické herní mechaniky, které jej odlišují od nejrozšířenějších real-time strategií, jako jsou Age of Empires a StarCraft.
1. Suroviny nejsou omezené. Energii a metal stavby vytváří donekonečna a nejsou vyčerpatelné.
2. Specifickou surovinou je build-power, schopnost ekonomiky stavět rychle nové budovy a jednotky. Zvýšení výrobní kapacity se nerealizuje stavěním dalších továren, ale stavících věží, které urychlují výrobu jednotek v existujících továrnách.
3. Herní engine umožňuje poměrně velké možnosti automatizace výroby jednotek a inovativní možnosti ovládání jednotek, jako je například určení rozmístění jednotek ve skupině tažením myší.

## Vývoj a hráčská komunita

### Alpha verze
Hra je aktuálně (červenec 2024) ve veřejné, hratelné alpha verzi a vývojáři plánují vydání na Steam. Hra podporuje zápasy, automatické balancování teamů a žebříčky. Některé klíčové funkce, jako je historie zápasů a vytváření skupiny, jsou ovšem implementovány na webové stránce a nejsou plně intuitivní pro začínající hráče. Část příkazů k vytváření a ovládání hry se realizuje přes příkazy psané do herního chatu.
Hra je postavena na herním enginu Recoil, který je forkem enginu Spring.

### Komunita
V květnu roku 2023 měla hra 20 tisíc uživatelů na komunitním Discord kanálu a 1000 současně hrajících hráčů a její popularita stále roste. Discord je hlavním komunikačním kanálem komunity, kde je organizovaný vývoj a je možné spojit se s dalšími hráči pro multiplayer.
Ve hře se pořádají turnaje a má svůj vlastní YouTube kanál @BeyondAllReason. Na online streamovací platformě Twitch.tv se BAR řadí mezi menší hry, v srpnu 2024 měla kategorie okolo 5 tis followerů.